# ناقوس زجاجي

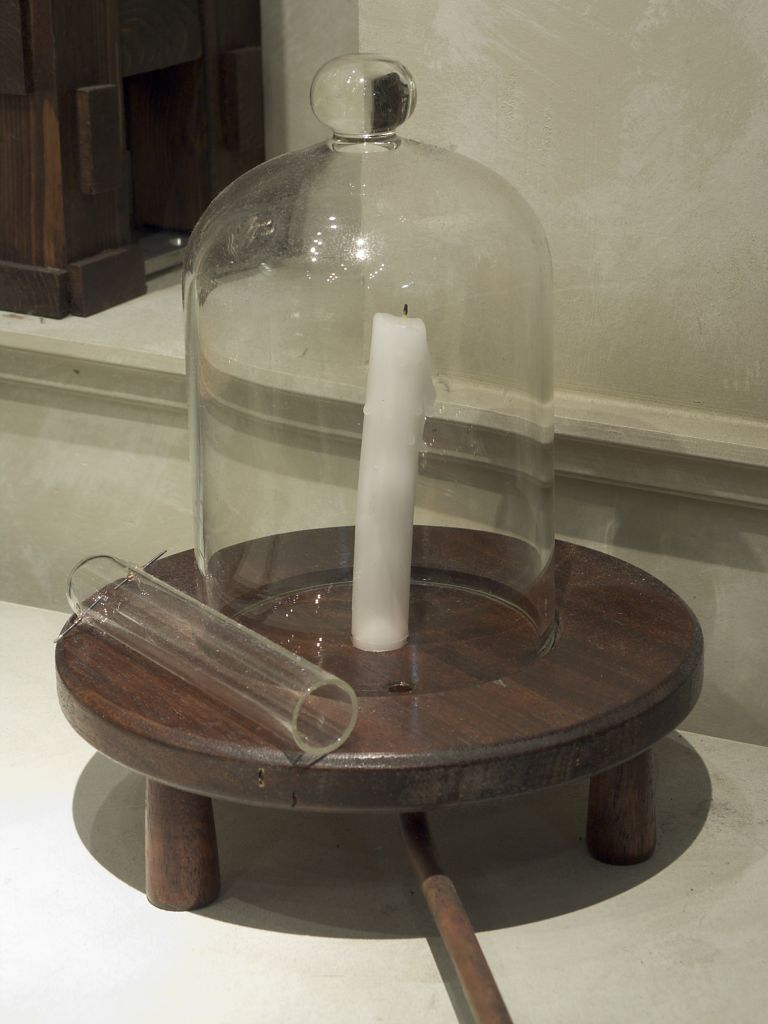
نموذج من ناقوس زجاجي لجوزيف بريستلي يحتوي شمعة

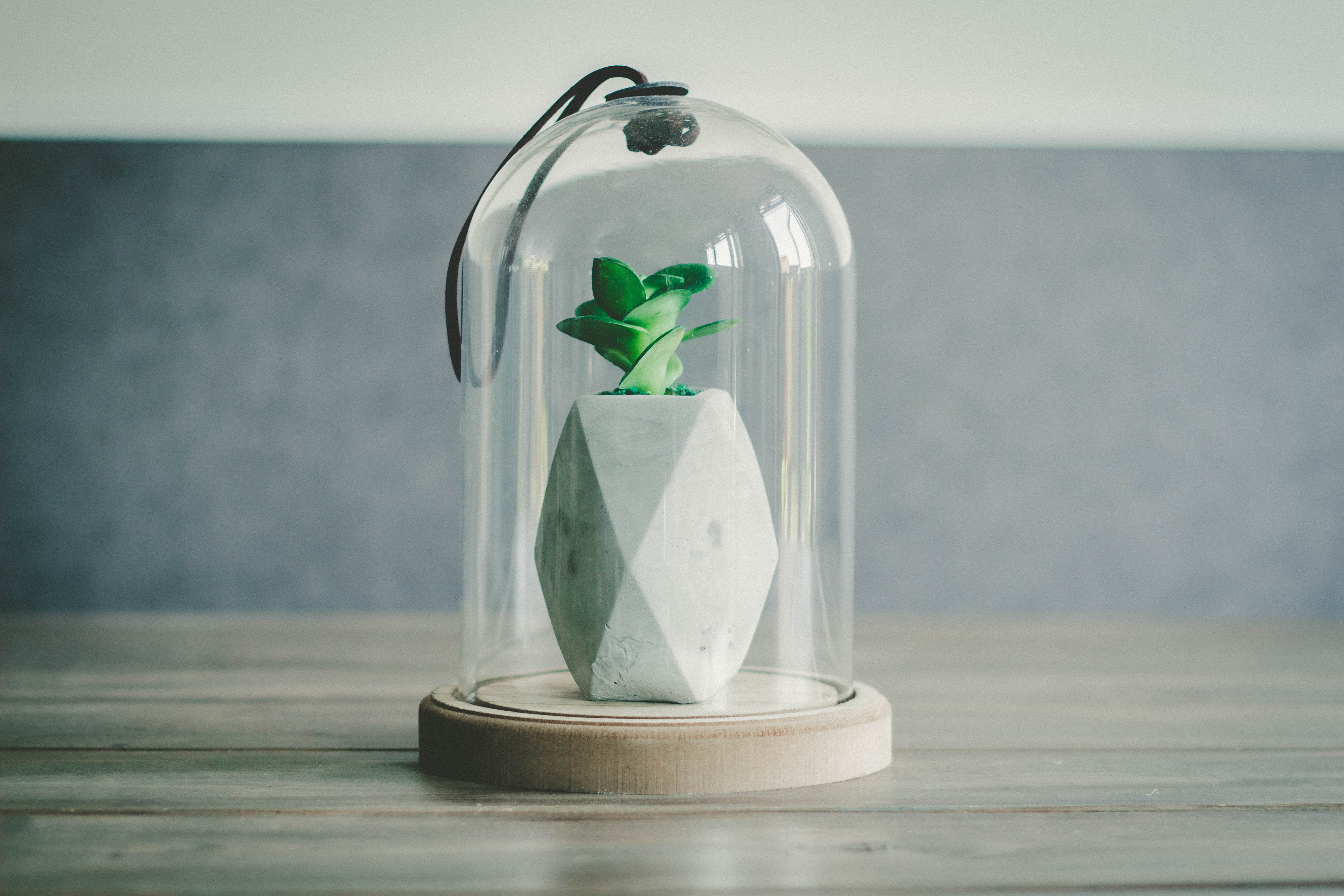
ناقوس زجاجي مزخرف حديث يحتوي نبات صبار

الناقوس الزجاجي أو القارورة الناقوسية أو الدامر جرة زجاجية تشبه في شكلها الجرس ويمكن تصنيعها من مجموعة متنوعة من المواد(كالزجاج أو المعادن). النواقيس الزجاجية هي جهاز علمي شائع في المختبرات لتكوين واحتواء فراغ لإجراء التجارب. للنواقيس الزجاجية قدرة محدودة على إنشاء الفراغ لذلك عند الحاجة إلى أداء أعلى يجب استخدام الحجر الفراغية. تُستخدم هذه النواقيس لإثبات تأثير الفراغ على انتشار الصوت. بالإضافة إلى التطبيقات العلمية قد تعمل النواقيس الزجاجية عمل علب العرض أو عمل أغطية غبار شفافة. فلا حاجة في هذا الاستخدام لإنشاء فراغ ضمنها.

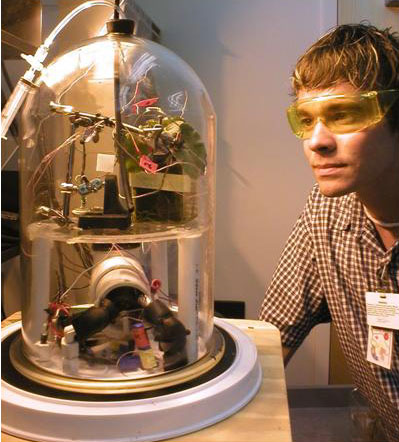
ناقوس زجاجي يعمل تحت الضغط الجوي